# 一ノ宮古墳群
一ノ宮古墳群（いちのみやこふんぐん）は、群馬県富岡市一之宮・田島にある古墳群。3基が富岡市指定史跡に指定されている。

## 概要

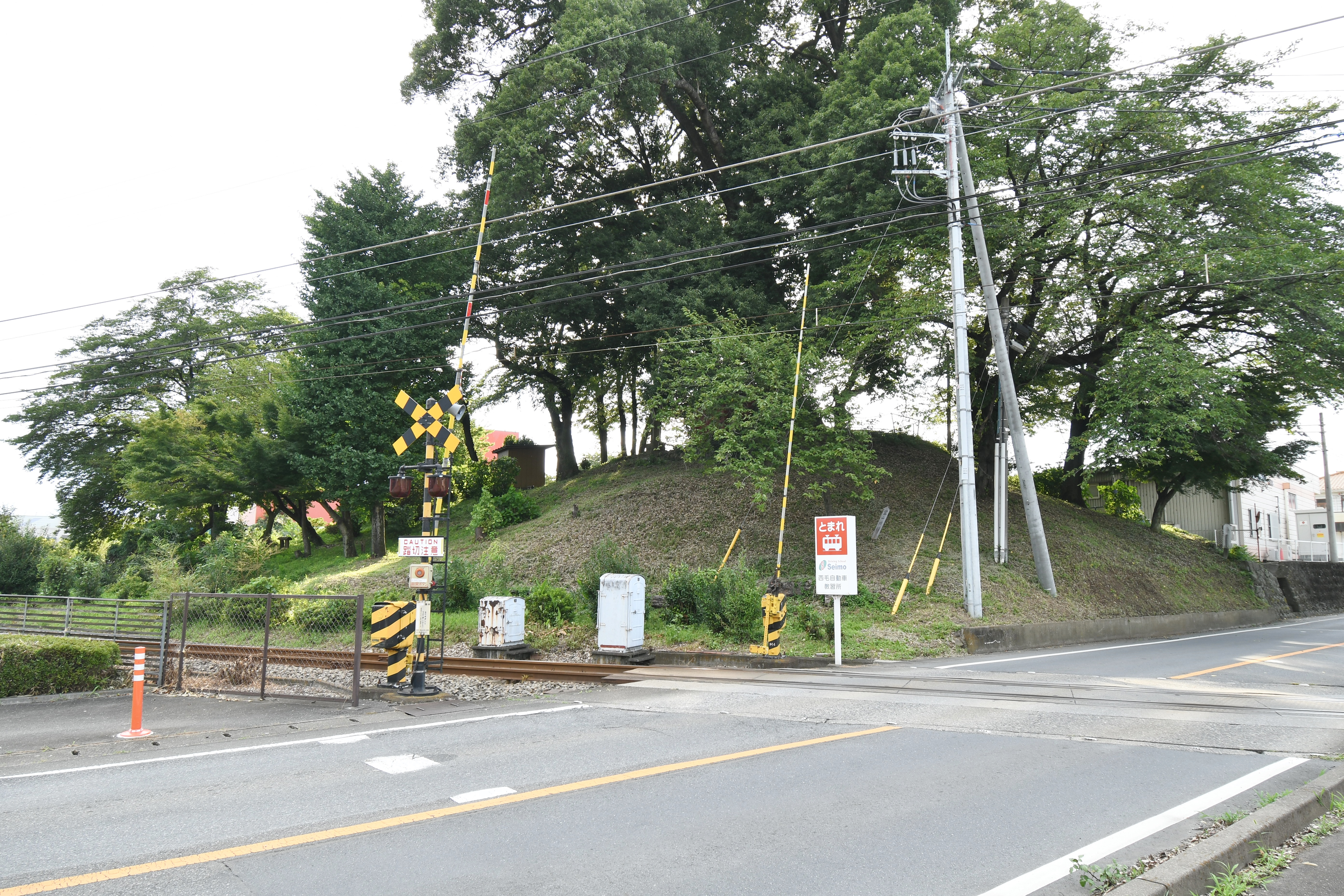
堂山稲荷古墳（一ノ宮3号墳）

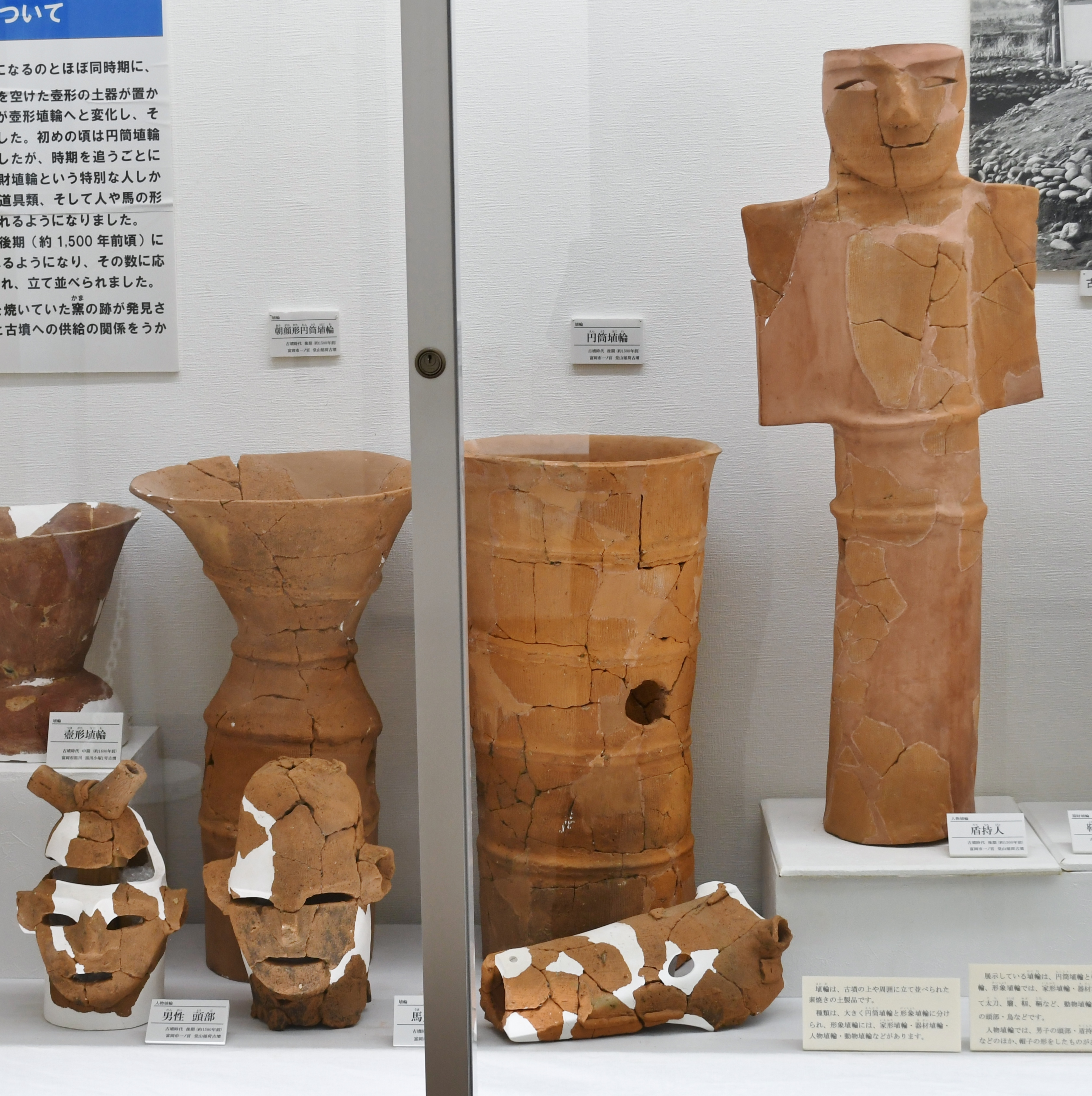
堂山稲荷古墳出土埴輪富岡市郷土館展示。

群馬県西部、鏑川北岸の下位段丘縁辺に営造された後期古墳群である。前方後円墳3基・円墳18基の計21基が確認されている。1998-1999年度（平成10-11年度）に群馬県富岡合同庁舎建設に伴う発掘調査が実施されている。
古墳群のうち前方後円墳の1号墳（太子堂塚古墳）・3号墳（堂山稲荷古墳）・4号墳は、その規模から首長墓級に位置づけられる。周濠からは多数の円筒埴輪・形象埴輪が検出されており、その編年観から4号墳（6世紀前半）→3号墳（6世紀中頃）→1号墳（6世紀後半）の首長系譜が想定される。また4号墳の埋葬施設は狭長の横穴式石室であり、前二子古墳・王山古墳（いずれも前橋市）・簗瀬二子塚古墳（安中市）と同様の横穴式石室導入期に位置づけられる。付近では本宿・郷土遺跡において豪族居館と想定される大型の周堀区画遺構も検出されており、一ノ宮古墳群との関係性が注目される。
1・３・4号墳の古墳域は富岡市指定史跡に指定されている。

## 一覧
| 古墳名                 | 形状       | 規模          | 埋葬施設         | 築造時期    | 備考                                                                                   |
| ---------------------- | ---------- | ------------- | ---------------- | ----------- | -------------------------------------------------------------------------------------- |
| 1号墳 （太子堂塚古墳） | 前方後円墳 | 墳丘長60m以上 | 横穴式石室?      | 6c後半      | 1974年測量調査 富岡市指定史跡                                                          |
| 2号墳 （稲荷森古墳）   | 円墳       | 直径28m       | 両袖式横穴式石室 | 7c代        | 1974年測量調査                                                                         |
| 3号墳 （堂山稲荷古墳） | 前方後円墳 | 墳丘長48m     | 横穴式石室?      | 6c中頃      | 1972年公園化工事の際に埴輪多数出土 1980年測量調査 1998-1999年度発掘調査 富岡市指定史跡 |
| 4号墳                  | 前方後円墳 | 墳丘長48m     | 無袖式横穴式石室 | 6c前半      | 1998-1999年度発掘調査 富岡市指定史跡                                                   |
| 5号墳                  | 円墳       |               |                  |             | 1998-1999年度発掘調査                                                                  |
| 19号墳                 | 円墳       | 直径15.5m     |                  | 5c末-6c初頭 | 1998-1999年度発掘調査                                                                  |
| 20号墳                 | 円墳       |               |                  |             | 1998-1999年度発掘調査                                                                  |
| 21号墳                 | 円墳       | 直径9m        | 竪穴式石室?      |             | 1998-1999年度発掘調査                                                                  |
| 22号墳                 | 円墳       | 直径9m        | 竪穴式石室?      |             | 1998-1999年度発掘調査                                                                  |

## 文化財

### 富岡市指定文化財
- 史跡
  - 太子堂塚（旅寝塚）古墳 - 1974年（昭和49年）5月13日指定。
  - 堂山稲荷古墳 - 1984年（昭和59年）2月29日指定。
  - 一ノ宮4号古墳 - 2001年（平成13年）4月13日指定。

## 関連施設
- 群馬県富岡合同庁舎（富岡市田島） - 中庭に一ノ宮4号墳を保存。
- 富岡市郷土館（富岡市妙義町上高田） - 一ノ宮古墳群出土品等を保管・展示。